# Censura politica
La censura politica esiste quando un governo tenta di nascondere, falsificare o distorcere le informazioni che i suoi cittadini ricevono attraverso i canali di informazione 

## Descrizione
La parola censura deriva dalla parola latina censor, il lavoro di due romani il cui compito era di sorvegliare il comportamento pubblico e la morale, quindi 'censurare' il modo in cui le persone agivano.
In assenza di informazioni neutre e obiettive, le persone non saranno in grado di dissentire dal governo o dal partito politico in carica. Il termine si estende anche alla soppressione sistematica di opinioni che sono contrarie a quelle del governo al potere. Il governo spesso possiede il potere dell'esercito e della polizia segreta, per far rispettare i giornalisti con la volontà delle autorità di diffondere la storia che le autorità al governo vogliono che la gente creda. A volte ciò comporta subornazioni, diffamazioni, imprigionamenti e persino assassini. 

## Censimento di giornalisti arrestati
Secondo il censimento delle prigioni del 2015 da parte del Comitato per la protezione dei giornalisti, i gli stati con più giornalisti arrestati sono::
1. Repubblica Popolare Cinese
2. Egitto
3. Iran
4. Eritrea
5. Turchia

## Panoramica
Nel corso della storia, molte nazioni e organizzazioni politiche hanno utilizzato la censura politica e la propaganda per manipolare il pubblico. L'Ancien régime, ad esempio, è ben noto per aver implementato la censura.
Nel 1851, Napoleone III si dichiarò imperatore. I cittadini più ricchi videro immediatamente in lui un modo per proteggere i loro privilegi, che furono messi in pericolo dalla rivoluzione francese del 1848, che minacciava di riorganizzare la gerarchia sociale. Questo era un periodo in cui ogni sorta di produzione culturale veniva censurata, dai giornali alle opere teatrali.
Il giornalismo indipendente non esisteva nell'Unione Sovietica finché Michail Gorbačëv non divenne il suo capo; tutte le redazioni erano dirette dal Partito Comunista dell'Unione Sovietica. La Pravda, il giornale predominante nell'Unione Sovietica, aveva un quasi monopolio. I giornali stranieri erano disponibili solo se erano stati pubblicati dai partiti comunisti solidali con l'Unione Sovietica.
I media cubani sono gestiti sotto la supervisione del Dipartimento di orientamento rivoluzionario del Partito Comunista di Cuba, che "sviluppa e coordina le strategie di propaganda".
Nel 1973, un colpo di stato militare prese il potere in Uruguay, e lo stato impiegò la censura. Ad esempio, lo scrittore Eduardo Galeano fu imprigionato e in seguito fu costretto a fuggire. Il suo libro Le vene aperte dell'America Latina venne bandito dal governo militare di destra, non solo in Uruguay, ma anche in Cile e in Argentina.
Le leggi di finanziamento delle campagne di molti paesi limitano il discorso sui candidati e sulle questioni politiche. Nel caso Cittadini Uniti contro la Commissione elettorale federale, la Corte Suprema degli Stati Uniti ha rilevato che molte di tali restrizioni sono una forma di censura incostituzionale.

## Singapore

### Film
Nella Repubblica di Singapore, la Sezione 33 del Films Act proibisce la produzione, la distribuzione e l'esibizione di "film di partiti politici", pena una multa non superiore a 100.000 dollari o alla reclusione per un periodo non superiore a 2 anni. La legge definisce inoltre un "film politico di partito" come qualsiasi film o video
(a) che è una pubblicità fatta da o per conto di qualsiasi partito politico a Singapore o qualsiasi organismo i cui oggetti si riferiscono interamente o principalmente alla politica a Singapore, o qualsiasi ramo di tale partito o corpo; o
(b) che è fatto da qualsiasi persona e diretto verso qualsiasi fine politico a Singapore
Nel 2001, il breve documentario intitolato A Vision of Persistence sul politico dell'opposizione J. B. Jeyaretnam venne bandito per essere un "film di partito politico". I creatori del documentario, tutti docenti del Ngee Ann Polytechnic, hanno successivamente presentato scuse scritte e ritirato il documentario per essere proiettato al Singapore International Film Festival del 2001 ad aprile, dopo che gli è stato detto che potevano essere incriminati in tribunale. Un altro breve documentario intitolato Singapore Rebel di Martyn See, che documentava gli atti di disobbedienza civile del capo del Partito democratico di Singapore, Chee Soon Juan, venne bandito dal Festival internazionale del film di Singapore del 2005 per gli stessi motivi e See è indagato per possibili violazioni del Films Act.
Questa legge, tuttavia, viene spesso trascurata quando tali film politici vengono sostenuti dal Partito di azione popolare (PAP). La serie di documentari in cinque parti di Channel NewsAsia sui ministri PAP di Singapore nel 2005, ad esempio, non è stata considerata un film politico di partito.
Le eccezioni sono fatte anche quando vengono fatti film politici riguardanti partiti politici di altre nazioni. Film come Michael Fahrenheit 911 di Michael Moore sono quindi autorizzati a schermare indipendentemente dalla legge.